# Tomesode

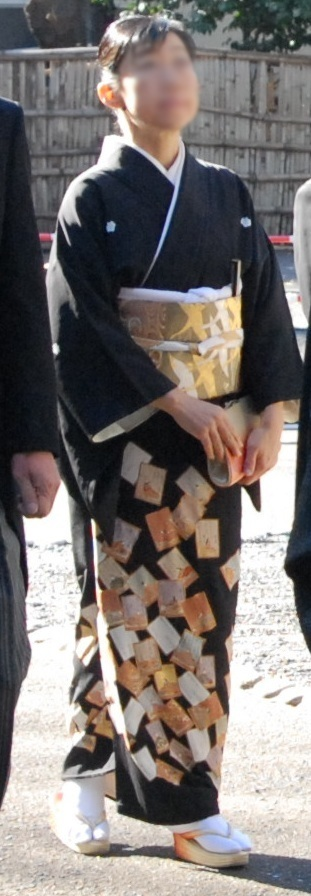
Ejemplo de una mujer usando un kurotomesode.

El Tomesode (留袖?) es una variedad de kimono, una vestimenta formal usada por mujeres casadas.

## Descripción
El tomesode debe su origen al furisode, otra variedad de kimono caracterizado por sus mangas cortas y usado principalmente por mujeres solteras. La razón de acortar las mangas se debió a que estas eran imprácticas para trabajar en la cocina una vez que la mujer se casaba, además de facilitar las labores domésticas. La palabra "tomesode" en sí, se compone de dos kanji que significan "sujetar" (留) y "manga" (袖). El tomesode se distingue de otros kimonos al tener únicamente patrones y decoraciones por debajo de la cintura. La longitud de las mangas de un tomesode varía con la edad de la persona que lo viste, siendo la longitud estándar de 60 centímetros. Sin embargo, cuando la mujer tiene entre treinta y cuarenta años suele ser de 57 cm, cuando tiene entre cuarenta y cincuenta años, de 53 cm y a partir de los cincuenta la longitud o caída de las mangas es de 49 cm.
Existen dos tipos de tomesode; negro (llamado kurotomesode) o de color (irotomesode). La única diferencia entre ellos es precisamente el color del tejido principal del kimono, aunque este detalle cambia el grado de formalidad de este. El kurotomesode o tomesode negro se suele vestir únicamente en ocasiones formales y su uso solamente es apropiado en bodas, además es sólo para las familiares más cercanas de los novios, por ejemplo, las madres.
El irotomesode o tomesode de color, también se ve en las bodas, pero en este caso lo visten las conocidas o amigas de los novios, es decir, personas con una relación no tan cercana. Los colores son bastante suaves, sin exageraciones o nada por el estilo. El irotomesode es el kimono más apropiado para una fiesta formal.
El tomesode también incluye los blasones familiares de la persona que lo viste (uno, tres o cinco, para el irotomesode y cinco si es un kurotomesode). Si un kimono parece un irotomesode porque es de color único, pero no lleva blasones, normalmente no se considera un tomesode.

## Galería

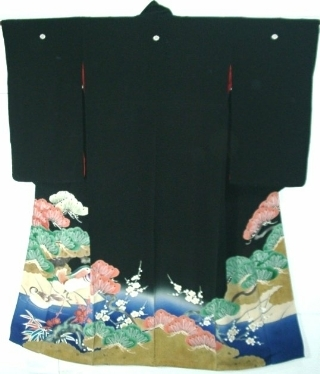
Kurotomesode.
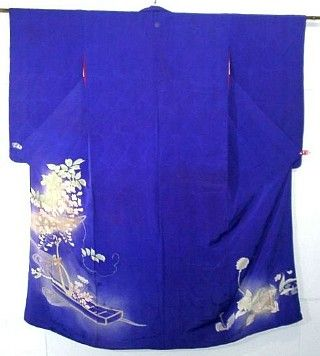
Irotomesode.